# Micropeziza
Micropeziza is een geslacht van schimmels behorend tot de familie Pezizellaceae. De typesoort is Micropeziza poae.

## Soorten
Volgens Index Fungorum telt het geslacht 11 soorten (peildatum oktober 2023):
| Soortnaam                             | Auteur(s)                                        | Publicatiejaar |
| ------------------------------------- | ------------------------------------------------ | -------------- |
| Micropeziza castanea                  | (Sacc. & Ellis) Baral & Guy García               | 2013           |
| Micropeziza cornea (Getande mollisia) | (Berk. & Broome) Nannf.                          | 1976           |
| Micropeziza curvatispora              | Filippova, U. Lindem. & Helleman                 | 2014           |
| Micropeziza diphasii                  | L. Holm & K. Holm                                | 1981           |
| Micropeziza fenniae                   | U. Lindem., Helleman & Pennanen                  | 2014           |
| Micropeziza filicina                  | Helleman, U. Lindem. & Yeates                    | 2013           |
| Micropeziza mollisioides              | (Höhn.) Baral, Helleman & U. Lindem.             | 2013           |
| Micropeziza scirpicola                | Fuckel                                           | 1870           |
| Micropeziza umbrinella                | (Desm.) Baral, Helleman & U. Lindem.             | 2013           |
| Micropeziza verrucosa                 | (E. Müll.) Nannf.                                | 1976           |
| Micropeziza zottoi                    | Helleman, U. Lindem., L.G. Krieglst. & L. Bailly | 2014           |